# 浅見淵
浅見 淵（あさみ ふかし、1899年〈明治32年〉6月24日 - 1973年〈昭和48年〉3月28日）は、日本の小説家、文芸評論家。

## 人物・来歴
兵庫県神戸市に生まれる。1926年早稲田大学文学部国文科卒業。在学中に「朝」の同人に加わり、初めて書いた小説「山」が下村千秋に推賞される。1933年尾崎一雄や丹羽文雄らとともに「小説」を創刊。1934年尾崎と丹羽、田畑修一郎と「世紀」を創刊。1935年尾崎と小田嶽夫らと「木靴」を創刊。同年、砂子屋書房の創業に参加。戦中は満洲国で文学活動を行った。1949年早稲田大学高等学院講師、翌年同学院専任教員。1960年早稲田大学商学部に出講、1970年定年退職。
戦後は井伏鱒二や上林暁らの「阿佐ヶ谷会」の主要メンバーで、尾崎一雄と親しく、随筆『単線の駅』や、回想記『あの日この日』によく出ている。文芸評論家としては梅崎春生、石原慎太郎、三浦哲郎、五木寛之らをいち早く見出し、新人作家発掘に力を注いだ。没後に著作集（全3巻）が刊行。

## 著書
- 『現代作家研究』砂子屋書房、1936年9月。 NCID BA85907104。全国書誌番号:46051396。
- 『目醒時計』赤塚書房、1937年2月。 NCID BA85907363。全国書誌番号:46074358。
  - 『目醒時計』（普及版）砂子屋書房、1937年12月。全国書誌番号:44038126。
- 『現代作家論』赤塚書房、1938年10月。 NCID BA83261694。全国書誌番号:46051526。
- 『市井集』砂子屋書房、1938年12月。全国書誌番号:46055426。
- 『無国籍の女』赤塚書房、1939年4月。全国書誌番号:46074597。
- 『現代作家卅人論』竹村書房、1940年10月。 NCID BA45810721。全国書誌番号:46051817。
- 『文学と大陸』図書研究社、1942年4月。 NCID BA42364867。全国書誌番号:46027457 全国書誌番号:60012219。
- 『手風琴』小学館、1942年9月。 NCID BA85907578。全国書誌番号:46029878。
- 『蒙古の雲雀』赤塚書房、1943年5月。 NCID BA45080119。全国書誌番号:46027458。
- 『満洲文化記』国民画報社、1943年10月。 NCID BA53751490。全国書誌番号:20211906。
- 『槍ケ岳の鉄くさり』翼賛出版協会〈新民話叢書〉、1944年12月。 NCID BN06926262。全国書誌番号:20461058。
- 『青い頭』日本出版社〈日本文学選集〉、1946年5月。 NCID BA85906837。全国書誌番号:46029877。
- 『愛犬の泪』昭和出版、1946年5月。全国書誌番号:21597655。
- 『母恋草』大野書店、1950年2月。全国書誌番号:45015671。
- 『港の見える丘』東方社、1950年5月。全国書誌番号:45015672。
- 『二都物語』小峰書店〈少年少女のための世界文学選 11〉、1951年4月。全国書誌番号:45031290。
- 『昭和の作家たち』弘文堂〈アテネ新書 84〉、1957年12月。 NCID BN05033997。全国書誌番号:58002242。
- 『昭和文壇側面史』講談社、1968年2月。 NCID BN09072811。全国書誌番号:68001495。
  - 『昭和文壇側面史』講談社〈講談社文芸文庫〉、1996年3月。 NCID BN14153005。全国書誌番号:96048240。
- 『燈火頬杖』校倉書房、1970年5月。 NCID BN09349802。全国書誌番号:75003076。
- 『史伝早稲田文学』新潮社、1974年2月。 NCID BN06391507。全国書誌番号:75012269。
- 『浅見淵の歌』「浅見淵の歌」刊行会〈槻の木叢書 第87篇〉、1983年9月。 NCID BD08153601。
- 藤田三男 編『新編燈火頰杖』ウェッジ〈ウェッジ文庫〉、2008年12月。 NCID BB02334540。全国書誌番号:21535346。

### 編集
- 『満洲作家九人集 廟会』竹村書房、1940年5月。 NCID BN05598689。全国書誌番号:46074738。
  - 『満洲作家九人集 廟会』ゆまに書房、2000年9月。 NCID BA48967843。全国書誌番号:20107193。
- 『地平線を行く』赤塚書房、1942年6月。全国書誌番号:46028414。

### 編著
- 『文章の作り方』鶴書房〈実用百科叢書〉、1953年10月。 NCID BN1295091X。全国書誌番号:53007432。

### 翻訳
- リストウ・フウチン 著、浅見淵 訳『乙女の祈り』松野一夫絵、国民図書刊行会、1948年10月。全国書誌番号:。

### 著作集
- 『浅見淵著作集』 第1巻（評論）、河出書房新社、1974年8月。 NCID BN03555324。全国書誌番号:75001804。
- 『浅見淵著作集』 第2巻（文壇誌）、河出書房新社、1974年10月。 NCID BN03555470。全国書誌番号:75001805。
- 『浅見淵著作集』 第3巻（小説・随筆）、河出書房新社、1974年11月。 NCID BN03555561。全国書誌番号:75001806。